# James Marsh (regisseur)
James Marsh (Truro, Cornwall, 30 april 1963) is een Brits filmregisseur.

## Biografie
Marsh werd in 1963 geboren in Truro, Cornwall en groeide op in Sennen (Cornwall) en Woolwich, Groot-Londen. Hij verkreeg een studiebeurs voor Oxford waar hij aan het St Catherine’s College afstudeerde met een diploma "Engels". Hij woonde een tijdje in Amerika, waarna hij terugkeerde naar Europa. Hij woont momenteel in Kopenhagen met zijn vrouw en twee dochters.
Marsh begon in 1990 met het regisseren van televisiedocumentaires voor de BBC. In 1999 regisseerde hij zijn eerste speelfilm Wisconsin Death Trip, die uitgroeide tot een cultfilm. Zijn film The King in 2005 werd vertoond op het Filmfestival van Cannes in de sectie Un certain regard. Zijn eerste groot succes behaalde hij met de documentaire Man on Wire over de Franse koorddanser Philippe Petit uit 2008 die hem onder andere een Oscar opleverde voor beste documentaire en een BAFTA Award voor beste Britse film. Ook de documentaire Project Nim, gebaseerd op het boek Nim Chimpsky: The Chimp Who Would Be Human door Elizabeth Hess kreeg heel wat filmprijzen en -nominaties. Voor zijn film The Theory of Everything uit 2014, over het leven van Stephen Hawking werd hij genomineerd voor een BAFTA Award.

## Filmografie

### Fictie
- Wisconsin Death Trip (1999)
- The King (2005)
- The Red Riding Trilogy (televisiefilms, 2009)
- Shadow Dancer (2012)
- The Theory of Everything (2014)

### Documentaires
- The Animator of Prague (over Jan Švankmajer) (1990)
- The Burger & the King: The Life & Cuisine of Elvis Presley (1996)
- The Team (2005)
- Man on Wire (2008)
- Project Nim (2011)
- Cathedrals of Culture (2014)